# Pataskala
Pataskala és una població dels Estats Units a l'estat d'Ohio. Segons el cens del 2000 tenia 10.249 habitants.

## Demografia
Segons el cens del 2000, Pataskala tenia 10.249 habitants, 3.922 habitatges, i 2.914 famílies. La densitat de població era de 138,8 habitants per km².
Dels 3.922 habitatges en un 38,1% hi vivien nens de menys de 18 anys, en un 59,9% hi vivien parelles casades, en un 10,7% dones solteres, i en un 25,7% no eren unitats familiars. En el 20,9% dels habitatges hi vivien persones soles el 7,8% de les quals corresponia a persones de 65 anys o més que vivien soles. El nombre mitjà de persones vivint en cada habitatge era de 2,59 i el nombre mitjà de persones que vivien en cada família era de 3.
Per edats la població es repartia de la següent manera: un 27,8% tenia menys de 18 anys, un 7,1% entre 18 i 24, un 32,8% entre 25 i 44, un 22,7% de 45 a 60 i un 9,5% 65 anys o més.
L'edat mediana era de 34 anys. Per cada 100 dones de 18 o més anys hi havia 92,7 homes.
La renda mediana per habitatge era de 51.684 $ i la renda mediana per família de 58.021 $. Els homes tenien una renda mediana de 39.322 $ mentre que les dones 30.628 $. La renda per capita de la població era de 23.099 $. Aproximadament el 5% de les famílies i el 5,4% de la població estaven per davall del llindar de pobresa.

## Poblacions més properes
El següent diagrama mostra les poblacions més properes.